# It's Time (álbum)
It's Time es el segundo álbum de jazz del canadiense Michael Bublé. It's Time fue lanzado el 15 de febrero de 2005, pero podía ser adquirido de manera digital, a través de las descargas legales a través de iTunes Store una semana antes. En Australia, el álbum fue un suceso extraordinario fu certificado con 5xplatino por ARIA por ventas superiores a 350 000 copias, y en Canadá también ocurrió algo parecido, ya que fue certificado con 6x platin por la CRIA por ventas sobre 600 000 copias. El álbum obtuvo ventas por 5 328 000 unidades a nivel mundial.

## Lista de canciones
1. "Feeling Good" (Leslie Bricusse, Anthony Newley) - 3:57
2. "A Foggy Day" (George Gershwin, Ira Gershwin) - 2:31
3. "You Don't Know Me" (Eddy Arnold, Cindy Walker) - 4:14
4. "Cuando, Cuando, Cuando" (a dúo con Nelly Furtado) (Tony Renis, Alberto Testa) - 4:45
5. "Home" (Michael Bublé, Alan Chang, Amy Foster-Gillies) - 3:45
6. "Can't Buy Me Love" (John Lennon, Paul McCartney) - 3:14
7. "The More I See You" (Mack Gordon, Harry Warren) - 3:47
8. "Save the Last Dance for Me" (Doc Pomus, Mort Shuman) - 3:38
9. "Try a Little Tenderness" (Jimmy Campbell, Reginald Connelly, Harry M. Woods) - 4:05
10. "How Sweet It Is (To Be Loved by You)" (Lamont Dozier, Brian Holland, Eddie Holland) - 2:58
11. "A Song for You (con Chris Botti)" (Leon Russell) - 4:42
12. "I've Got You Under My Skin" (Cole Porter) - 3:40
13. "You and I" (Stevie Wonder) - 3:54
Bonus track Edición Starbucks:
14. "Come Fly with Me" (Sammy Cahn, Jimmy Van Heusen)
Bonus tracks Edición Especial:
15. "Dream a Little Dream of Me" (Fabian Andre, Gus Kahn, Wilbur Schwandt) - 3:08
16. "Mack the Knife" (Marc Blitzstein, Bertolt Brecht, Kurt Weill) - 3:20
Bonus tracks Edición Fan Club:
17. "It's All in the Game" (Charles G. Dawes, Carl Sigman)
18. "I'm Beginning to See the Light" (Duke Ellington, Don George, Johnny Hodges, Harry James)
Bonus track Edición Fan Club Japón:
19. "Softly, as I Leave You" (Hal Shaper, Antonio DeVita, Giorgio Calabrese)

## Ventas y certificaciones
| País           | Proveedor         | Certificación | Ventas     |
| -------------- | ----------------- | ------------- | ---------- |
| Estados Unidos | The Billboard 200 | 2x Platino    | 2,800,000+ |
| Australia      | ARIA Albums Chart | 5x Platino    | 350,000    |
| Austria        | IFPI Austria      | Oro           | 15,000     |
| Bélgica        | IFPI Bélgica      | Oro           | 25,000     |
| Canadá         | CRIA              | 6x Platino    | 600,000    |
| Europa         | IFPI Europa       | 2x Platino    | 2,000,000  |